# شقيقة انتيابية مزمنة
الشقيقة الانتيابية المزمنة (بالإنجليزية: Chronic paroxysmal hemicrania)‏ والمعروفة أيضا باسم متلازمة سياستاد (بالإنجليزية: Sjaastad syndrome)‏ هي حالة من الصداع الشديد الأحادي الجانب، الذي يؤثر عادة على المنطقة المحيطة بالعين. وعادة ما تؤخذ شكل نوبات صداع شديد ومتكرر، لكنه قصير المدى، يؤثر على جانب واحد فقط من الجمجمة. يشيع تشخيص الشقيقة الانتيابية المزمنة بشكل أكبر في النساء عن الرجال، ولكنها علي العكس من الصداع النصفي، فليس لها أعراض عصبية مرتبطة بها. يتم التعامل معها من خلال استخدام العقاقير غير الستيرويدية المضادة للالتهابات، بجانب إندوميتاسين والتي عادة ما تكون فعالة في القضاء على الأعراض.
تُصنف الانتيابية الشقيقة المزمنة من خلال وتيرة ومدة النوبات التي يعاني منها المرضى. وقد تحدث النوبات مرتين على الأقل في السنة، وتمتد من سبعة أيام إلى سنة مع وجود فاصل بين النوبات فترات خالية من الألم تمتد لشهر أو أكثر.

## العلامات والأعراض

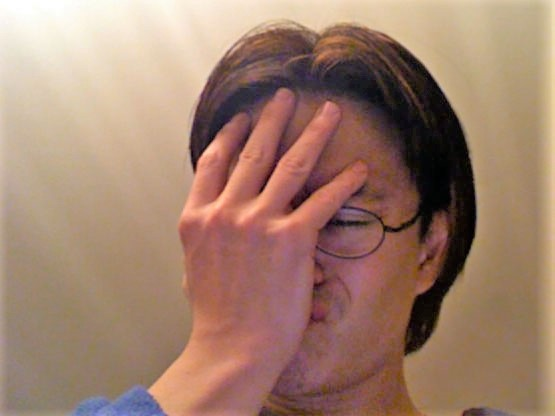
تتسم الانتيابية الشقيقة بالصداع الشديد علي جانب واحد

تأخذ الشقيقة الانتيابية المزمنة شكل ألم شديد على جانب واحد من الرأس.
ويعاني الأفراد المصابون بها من الصداع الشديد والمتكرر، لكنه قصير المدى، يتراوح بين 5 و 30 دقيقة لكل نوبة صداع. وبالمقارنة مع الصداع العنقودي، فعادة ما تكون نوبات الشقيقة الانتيابية المزمنة أقصر. يتمحور الصداع في الشقيقة الانتيابية حول العين والوجنة والجبهة ويقتصر على جانب واحد من الرأس. وبرغم حدوث احمرار وسيلان للدموع، لإلا أن المرضى عادة لا يشعرون بالغثيان أو القيء.

## الأسباب
العديد من الحالات الثانوية تم الإبلاغ عنها باعتبارها سبب محتمل للشقيقة الانتيابية المزمنة، ووفقا لميهتا وآخرون، فإن معظمها يكون نتيجة خدوش (سحجات) الشرايين أو الأورام. ويشمل ذل تمدد الأوعية الدموية في دائرة ويليس ، احتشاء الشريان الدماغي الأوسط، تشوه الشرايين الجدارية، أورام سحائية في الجيب الكهفي والعظم الصدغي، ورم الغدة النخامية، ورم بانكوست، الورم الدبقي العقدي للسرج التركي، والأورام الأمامية الخبيثة. وهذا بدوره يُبرز الحاجة الملحة لأولئك الذين تم تشخيصهم بالشقيقة الانتيابية المزمنة لاجراء تصوير بالرنين المغناطيسي.

## التشخيص

الفرع الصدغي من العصب الوجهي مباشرة فوق الأذن

الشقيقة الانتيابية المزمنة هي مرض طويل المدى، أي له أعراض تستمر لمدة أطول من عام، وقد لا تتراجع الاعراض أو تتراجع لفترة أقل من شهر. ومن أجل تشخيص الشقيقة الانتيابية المزمنة يحتاج المريض إلى ما لا يقل عن 20 نوبة لملأ المعايير التالية:
- نوبات لألم أحادي الجانب، فوق الحجاج، أو حول مدار العين يستمر لمدة 2 لـ 30 دقيقة.
- يجب أن يحدث الصداع مع أحد الأمور التالية:
  - احتقان الملتحمة علي نفس جانب الصداع و/أو سيلان الدموع
  - احتقان الأنف علي نفس جانب الصداع و/أو اسيلان الأنف
- استسقاء جفن العين في نفس جانب الصداع
  - العرق من جانب الجبين والوجة في نفس جانب الصداع
  - تدلي الجفن أو تقبض الحدقة علي نفس جانب الصداع
- حدوث النوبات أكثر من خمس مرات في اليوم لأكثر من نصف الوقت، على الرغم من أن فترات التكرار المنخفض يمكن أن تحدث.
- إمكانية منع النوبات تماما من خلال جرعات علاجية من الاندوميتاسين.
- عدم إمكانية نسبة هذة الأعراض إلى اضطراب آخر.

بالإضافة إلى ذلك، فإن تشخيص الشقيقة الانتيابية المزمنة يتطلب استبعاد اعتلال الأعصاب في منطقة فوق الحجاج في الفرع الصدغي للعصب الوجهي.

### مقارنة مع الصداع العنقودي
على الرغم من الشبه الظاهري مع الصداع العنقودي، إلا أن الشقيقة الانتيابية مختلفة نوعا ما، وكلا الصداعين ليسا امتدادا فرعيا من نوع آخر أو لأحدهما الآخر. وتشمل الاختلافات الرئيسية بينهما ما يلي:
- اختلاف في توزيعات الجنس - فالشقيقة الانتيابية أكثر شيوعا في النساء عن الرجال، على عكس الصداع العنقودي.
- حدوث نوبات الشقيقة المزمنة بمعدل أكثر تواترا، ولكنها أقصر.
- الأفراد المصابون بالشقيقة الانتيابية هم أكثر استجابة للإندوميتاسين، أكثر بكثير من الأفراد الذين يعانون من الصداع العنقودي.
- إمكانية ان تستثير حركات الرقبة نوبات الشقيقة الانتيابية.
- في دراسة أجراها سياستاد، فإن تسخين جسد المريض سيتسبب في أن يتعرق الجانب المؤلم للجبين أكثر في المرضى الذين يعانون من الشقيقة المزمنة، في حين سيكون هناك تعرق أقل في هذا الجانب بالنسبة لأولئك الذين يعانون من الصداع العنقودي.

## العلاج
وجدت إحدي الدراسات لعشرة من المرضى أجراها باريجا وآخرون أن جميع المرضى الذين تم تشخيصهم بالشقيقة الانتيابية المزمنة كانوا يستجيبون للاندوميتاسين وكانوا قادرين على السيطرة تماما علي أعراضها. تراوحت جرعات الدواء من 25 ملج إلى 150 ملج يوميا مع جرعة متوسطة من 75 ملغ لكل 24 ساعة. تستجيب جميع الحالات الشقيقة الانتيابية تقريبا بشكل إيجابي وفعال للإندوميتاسين، ولكن ما يصل إلى 25 في المئة من المرضى توقفوا عن استخدام الدواء بسبب الآثار الجانبية السلبية، وهي مضاعفات في الجهاز الهضمي. وفقا لدراسة حالة قام بها ميلانوغلو وآخرون، 100 ملج من لاموتريجين، وهو عقار مضاد للصرع، تم تناوله مرتين يوميا لتخفيف كل الأعراض المؤلمة. ولم تلاحظ أي آثار جانبية بعد شهرين من العلاج. تم تخفيض جرعة لاموتريجين إلى 50 ملج يوميا بعد الشهرين الأولين، ولم تسجل أي أعراض أو آثار جانبية بعد متابعة لمدة ثلاثة أشهر.
كما وًجد أن استخدام توبيراميت علاج فعال للشقيقة الانتيابية، كما وُجد أن أدوية الصداع العنقودي ليس لها تأثير يذكر.